# 小行星8529
小行星8529（英語：8529 Sinzi）是一颗围绕太阳公转的小行星。1992年10月19日，圓舘金、渡邊和郎在北见发现了此天体。
这颗小行星的绝对星等为168.2642168192619等。